# Isabella Stewart Gardner Museum

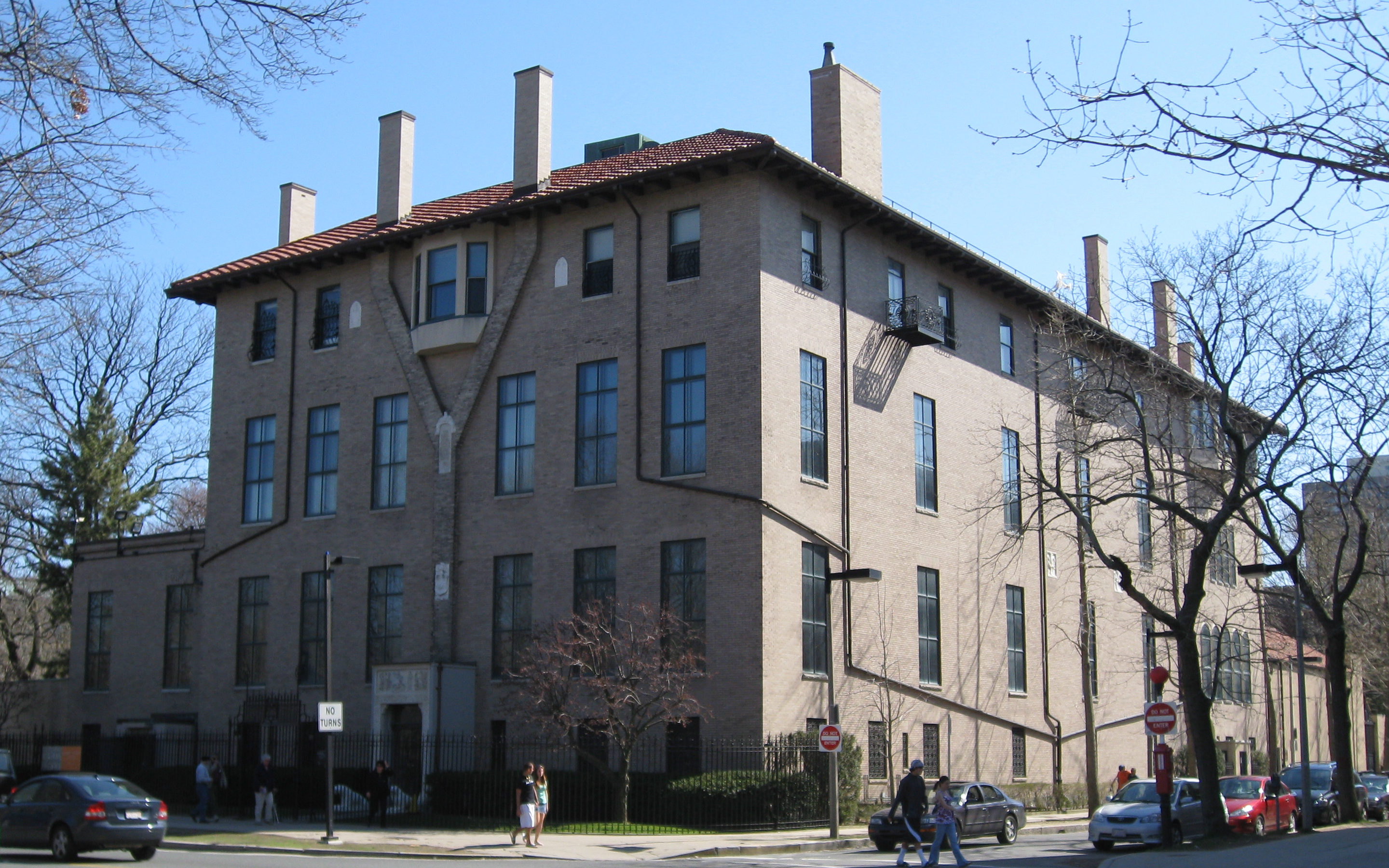
Das Museum (Erweiterung nicht sichtbar)

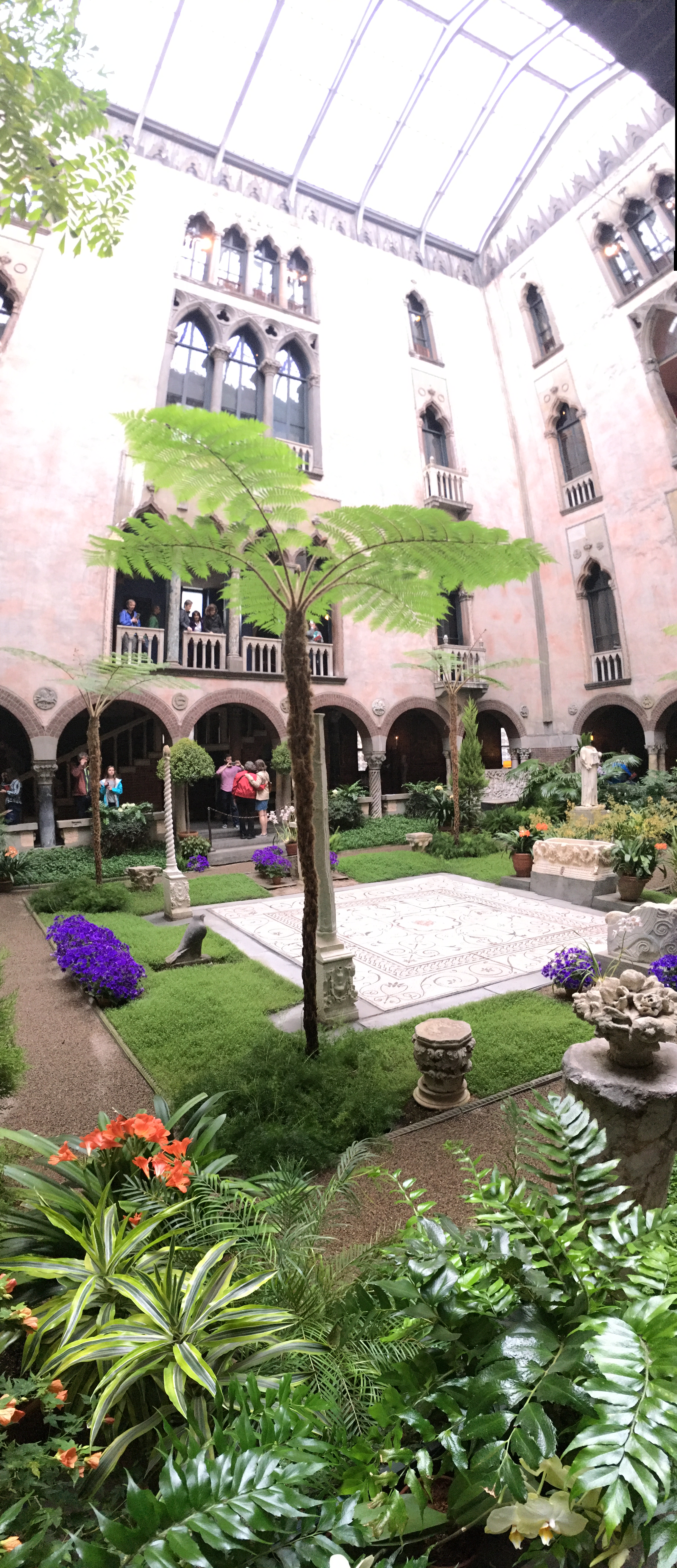
Im Innenhof

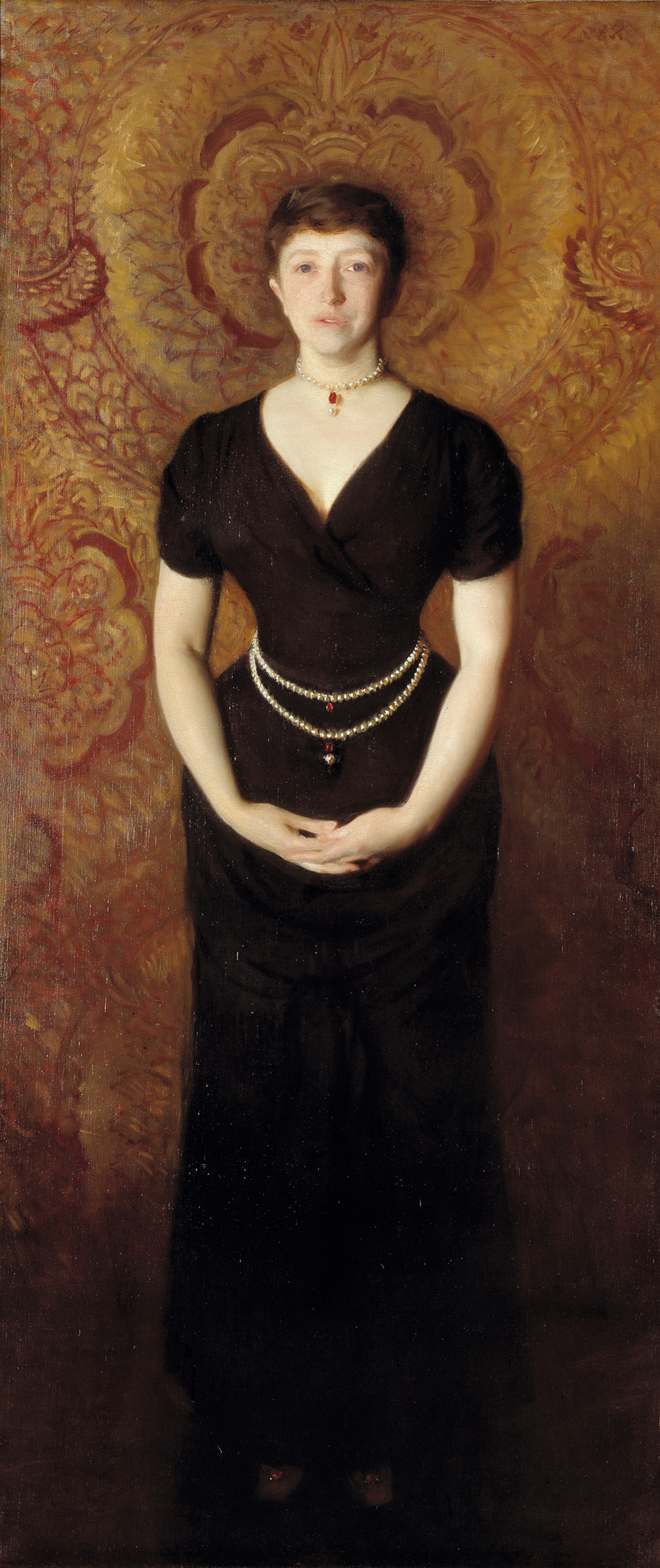
John Singer Sargent: Isabella Stewart Gardner, 1888

Das Isabella Stewart Gardner Museum in Boston, Massachusetts ist ein privates amerikanisches Museum vorwiegend europäischer Kunst, das 1903 eröffnet wurde.

## Geschichte
Die US-amerikanische Kunstsammlerin und Mäzenin Isabella Stewart Gardner (1840–1924) ließ in der Zeit von 1896 bis 1903 das nach ihr benannte Museum von Grund auf neu im historisierenden Neorenaissance-Stil eines venezianischen Palazzo errichten. Sie trug auf ihren Reisen, unterstützt durch ihren Berater Bernard Berenson, den damals renommiertesten Kenner der italienischen Renaissance, über den internationalen Kunsthandel eine beachtliche Sammlung zusammen. Das Museum verfügt heute über mehr als 2500 Exponate europäischer, asiatischer und amerikanischer Kunst.

## Museumsbau
Die von außen schlichte vierflügelige Anlage umschließt einen weiten glasgedeckten Hof, der im venezianischen Stil gestaltet und mit Skulpturen geschmückt ist. Im Zentrum befindet sich ein römisches Mosaik aus dem 2. Jahrhundert, das das Haupt der Medusa darstellt.
Aufgrund der über die Jahrzehnte stetig gewachsenen Besucherzahlen wurde das Museum seit 2010 nach einem Entwurf von Renzo Piano um einen neuen Flügel erweitert. Der Anbau ist im Februar 2012 eröffnet worden.

### Erdgeschoss
Im Erdgeschoss befinden sich hinter dem Kreuzgang auf der Ostseite zwei langgestreckte Säle: 
- Das „Spanish Cloister“ zeigt ein großes Gemälde des Freundes John Singer Sargent von 1882 mit dem Titel „El Jaleo“ (Flamenco Tanz),  sein erster Auftrag eines Salons. Die Kacheln an den Wänden stammen aus einer mexikanischen Kirche des 17. Jahrhunderts.
- Die „Chinese Loggia“ zeigt Objekte aus China, darunter eine Figurengruppe „Buddha mit Begleitern“ aus dem Jahre 543, deren Sockel die Namen von mehr als siebzig Stiftern trägt.
- Im „Yellow Room“ ist ein Matisse und ein Degas zu sehen, im „Blue Room“ ein Manet und im „MacKnight Room“ ein weiteres Bild von Singer.

### Erster Stock
- Fast die ganze Ostseite wird vom „Tapestry Room“ eingenommen. Dieser Saal mit seiner schweren Holzdecke ist an den Wänden mit flämischen Teppichen aus dem 16. Jahrhundert geschmückt. Der große Raum wird auch für Veranstaltungen genutzt.
- Im Übergang vom „Tapestry Room“ zum „Dutch Room“ sind japanische Stellschirme[2], allerdings nicht entfaltet, zu sehen.
- An der Südseite findet sich der „Dutch Room“ mit Gemälden von Dürer, Anthonis van Dyck, Holbein, Rubens und Francisco de Zurbarán.
- An der Nordseite befindet sich der „Early Italian Room“ mit Masaccio, Andrea Mantegna, Fra Angelico, Simone Martini und anderen, und daneben der „Raphael Room“, Raffael, Carlo Crivelli und anderen zeitgenössischen Italienern gewidmet.
- In der „Short Gallery“ ist das vom schwedischen Künstler Anders Zorn gemalte Bild Frau Gardeners zu sehen, und im „Little Salon“ daneben François Boucher.

### Zweiter Stock
Das zweite Stockwerk ist in der Grundfläche kleiner als die anderen. Im Durchgang sind wieder japanische Stellschirme, gefaltet, zu sehen.
- Der „Gothic Room“ enthält neben einem weiteren Gemälde von Singer einen Giotto und andere Werke.
- Im „Veronese Room“ sieht man Francesco Guardi, Tiepolo und andere.
- Der „Titian Room“ zeigt Benvenuto Cellini, Tizian, Velázquez und andere Werke.
- Die lange, schmale „Long Gallery“ ist mit einem Botticelli und anderen Italienern geschmückt-

## Bilder (Auswahl)

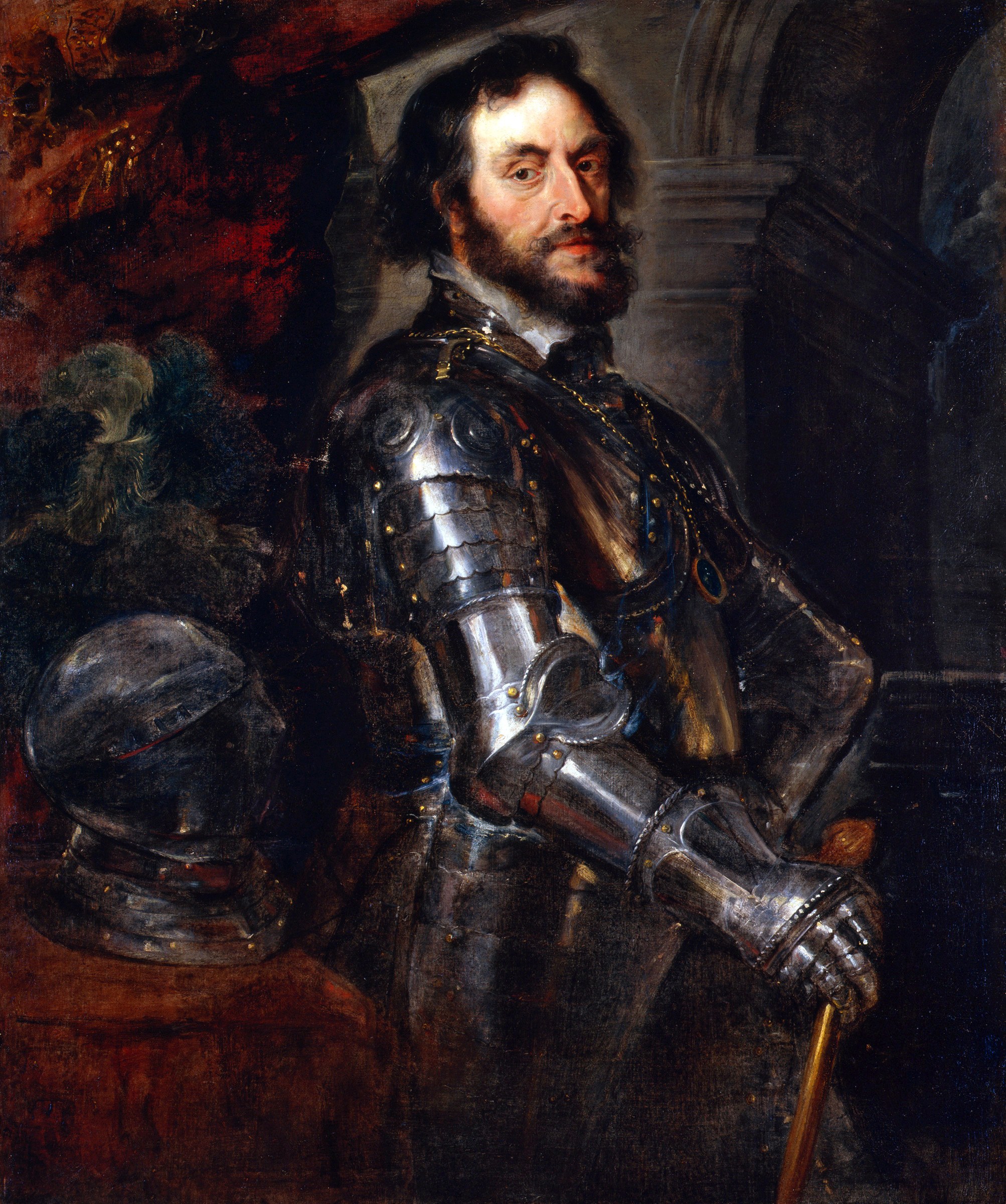
Rubens
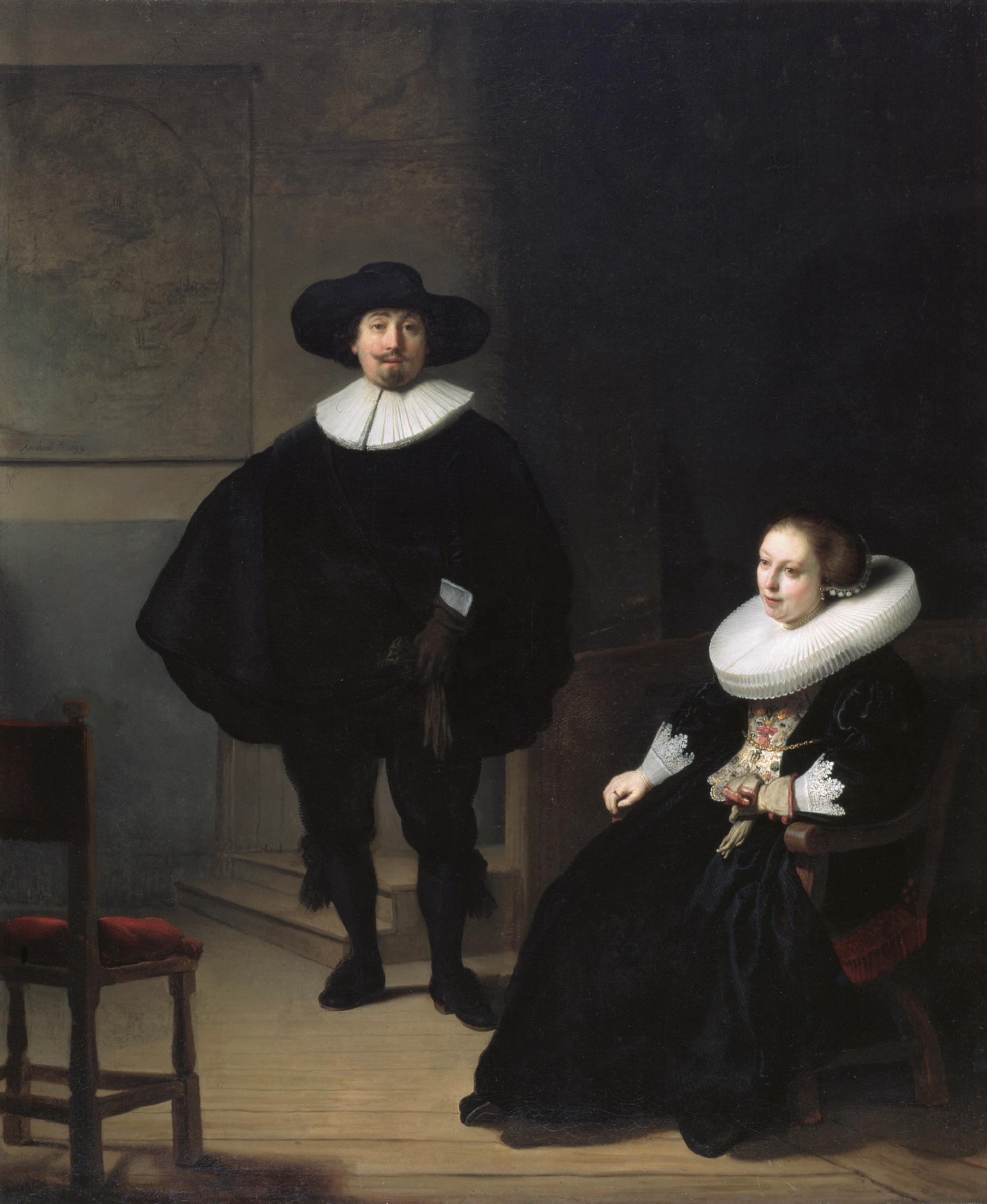
Rembrandt
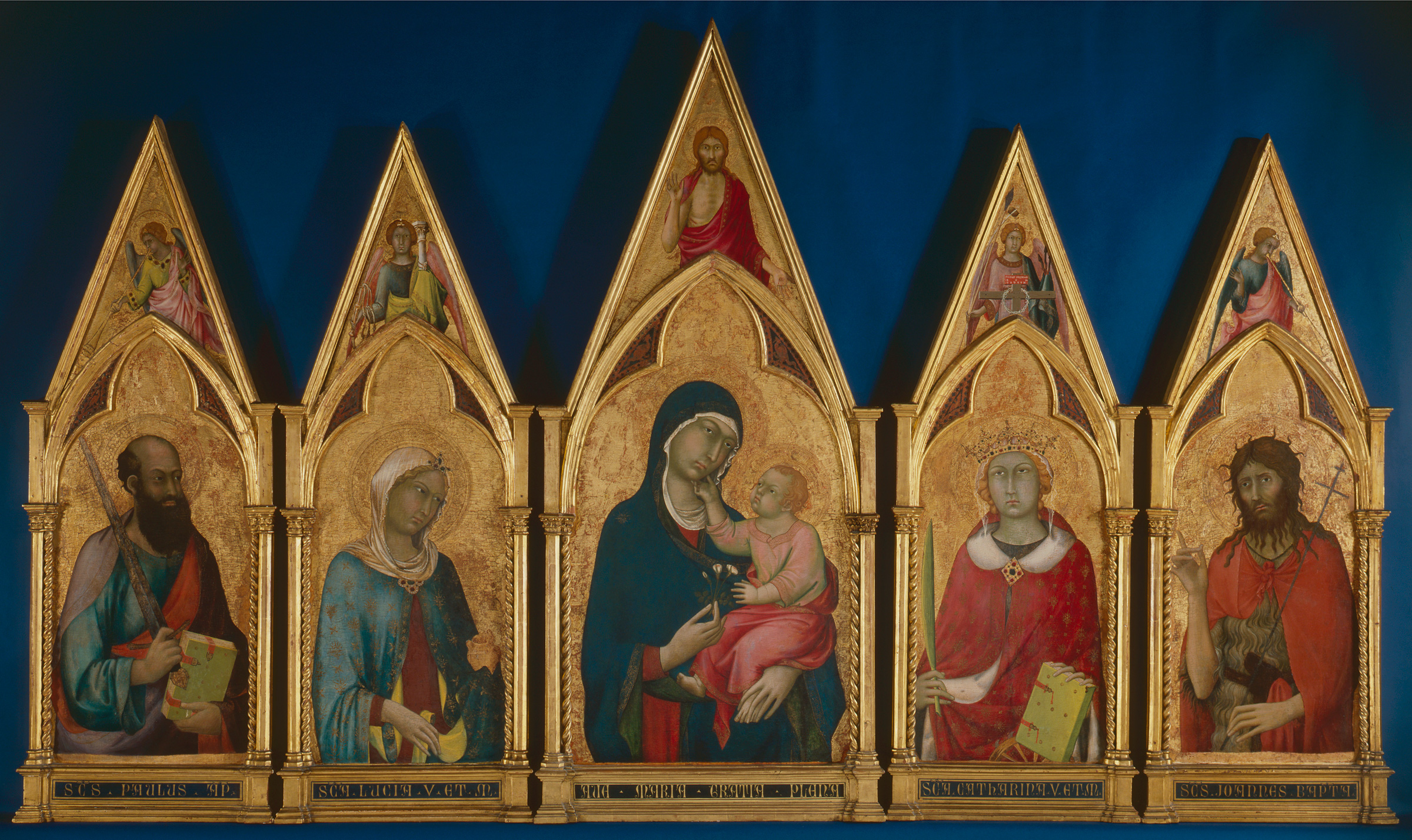
Simone Martini
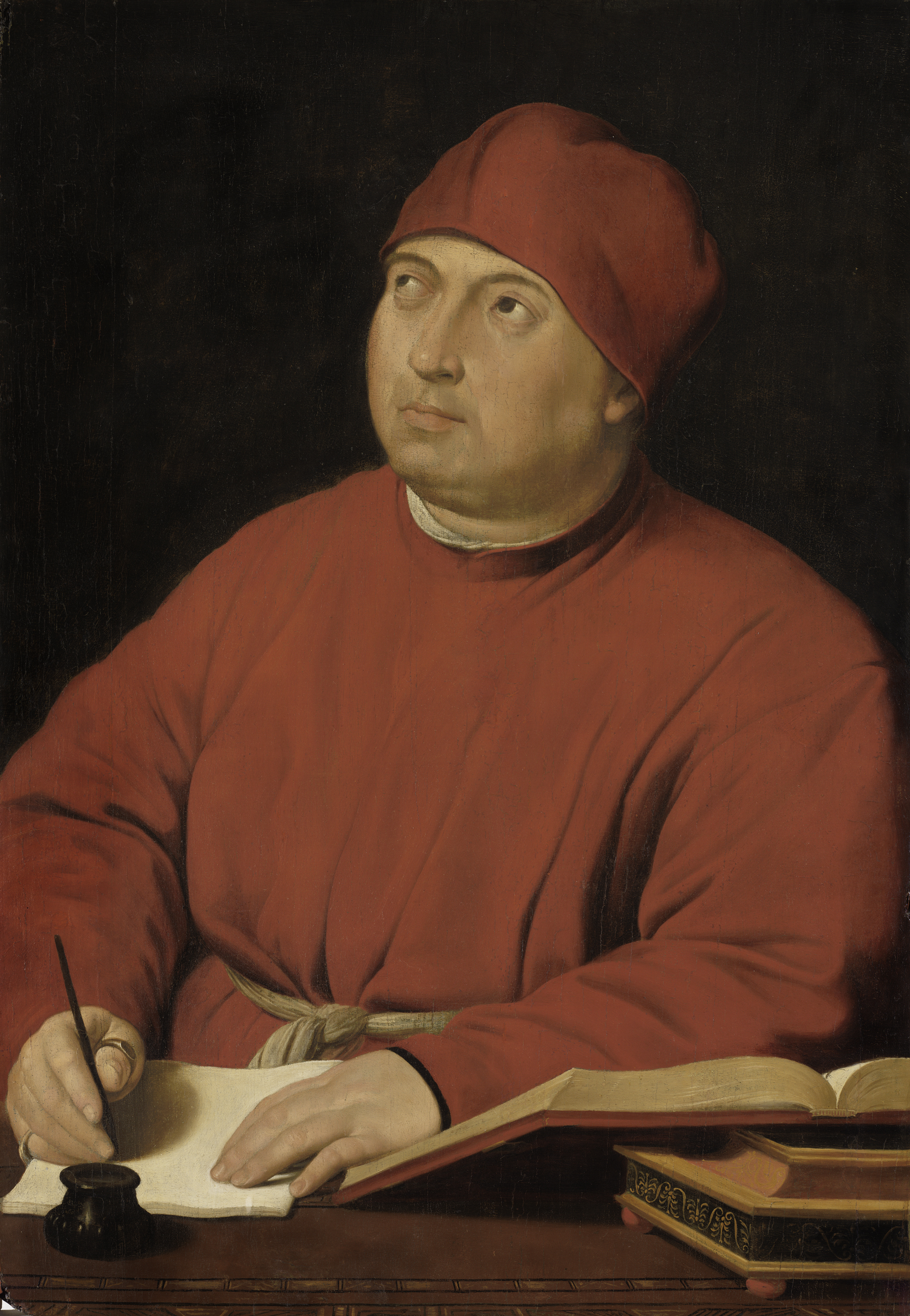
Raffael
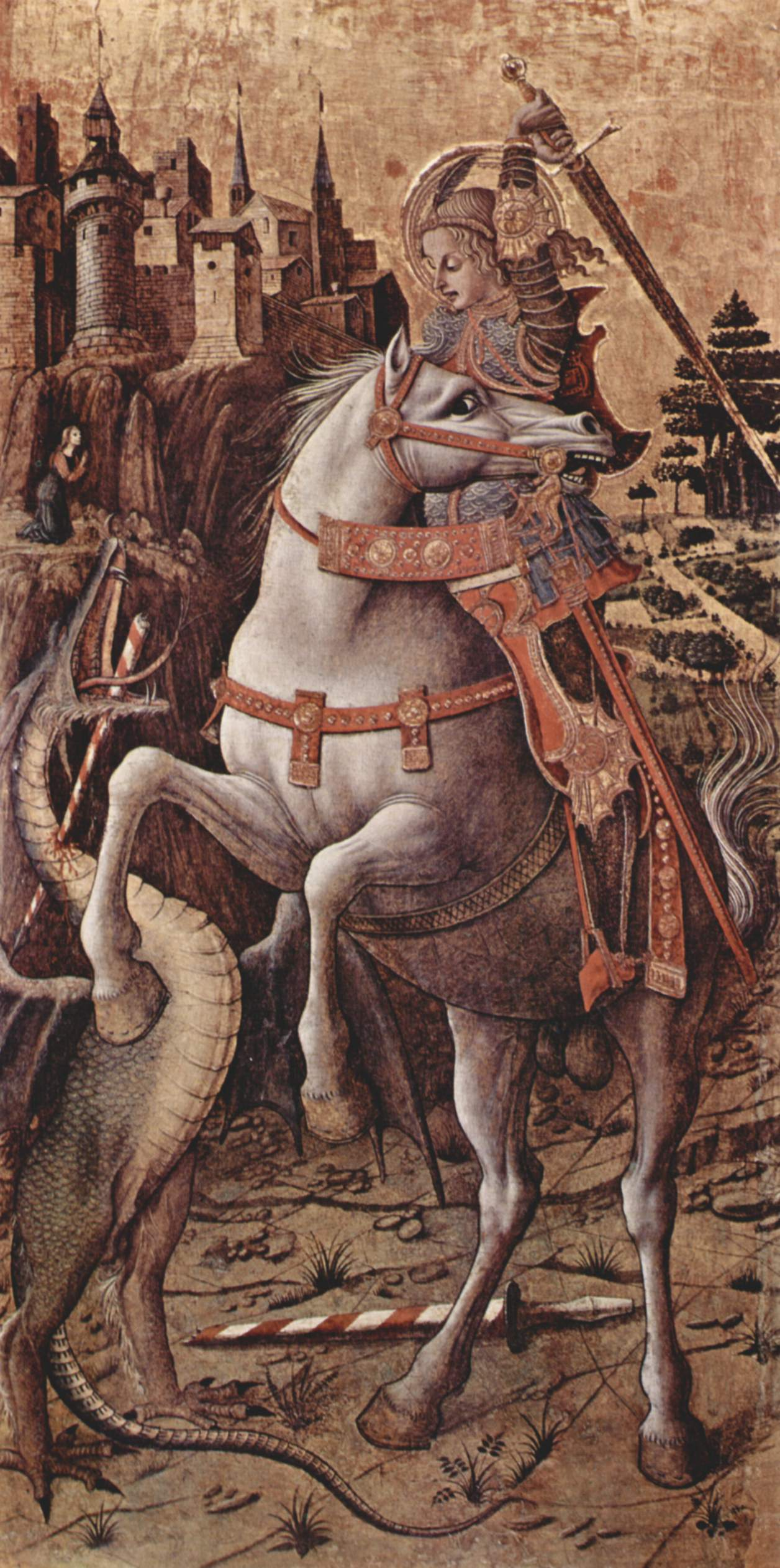
Crivelli
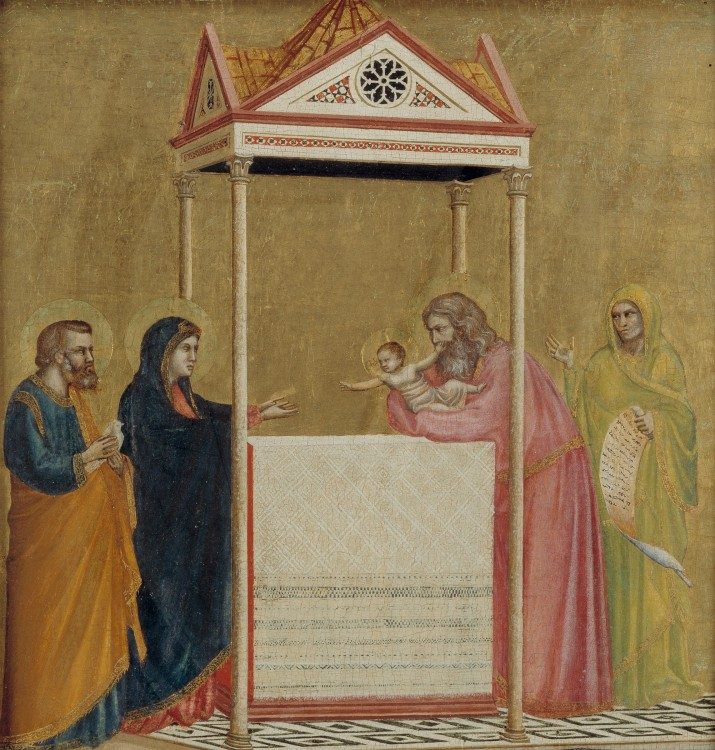
Giotto
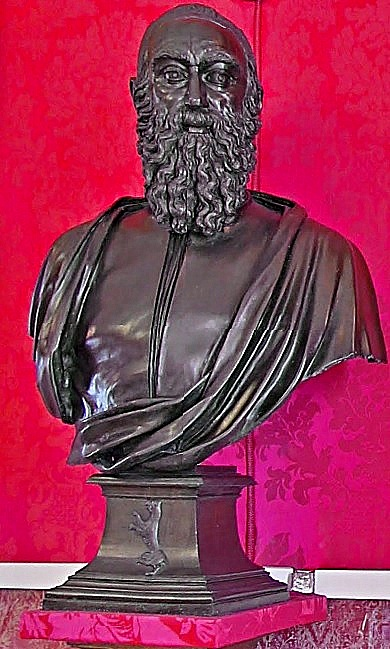
Cellini
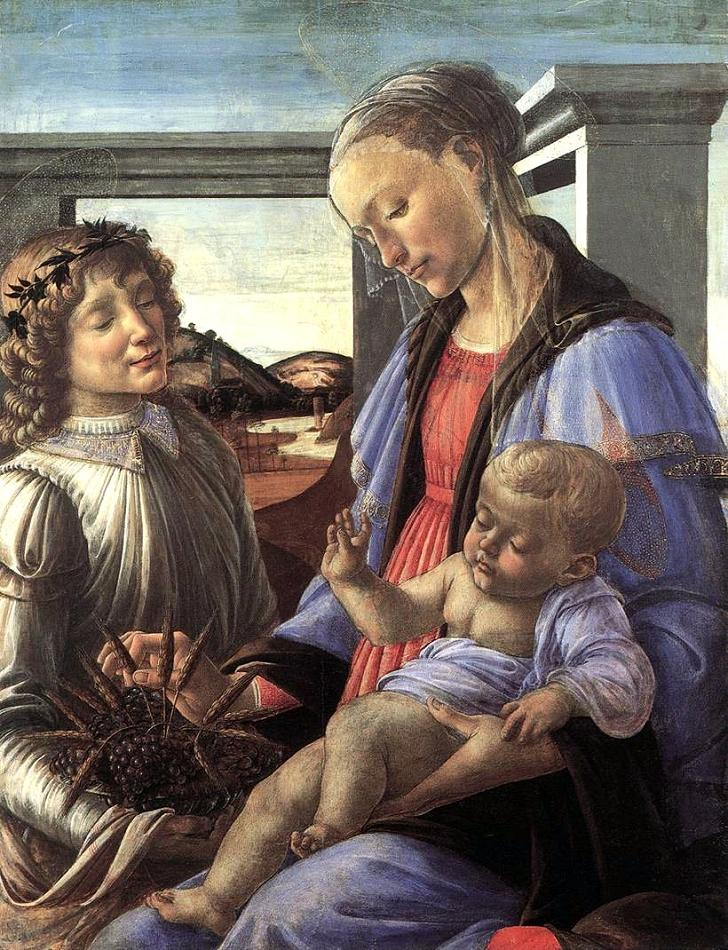
Botticelli
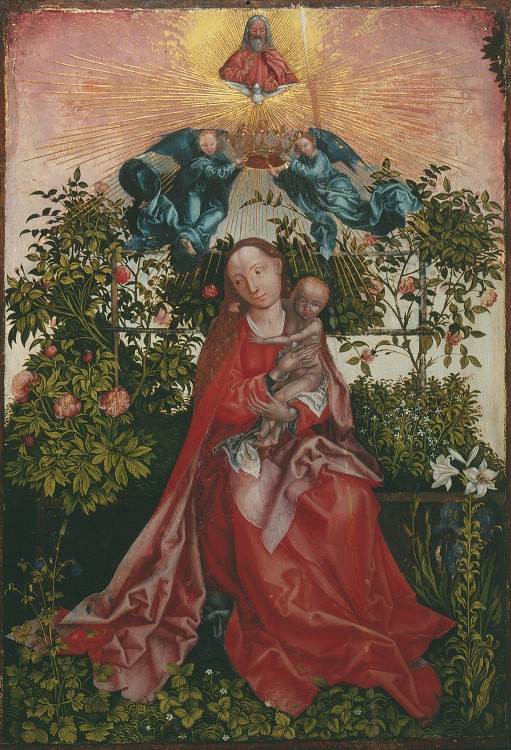
nach Schongauer
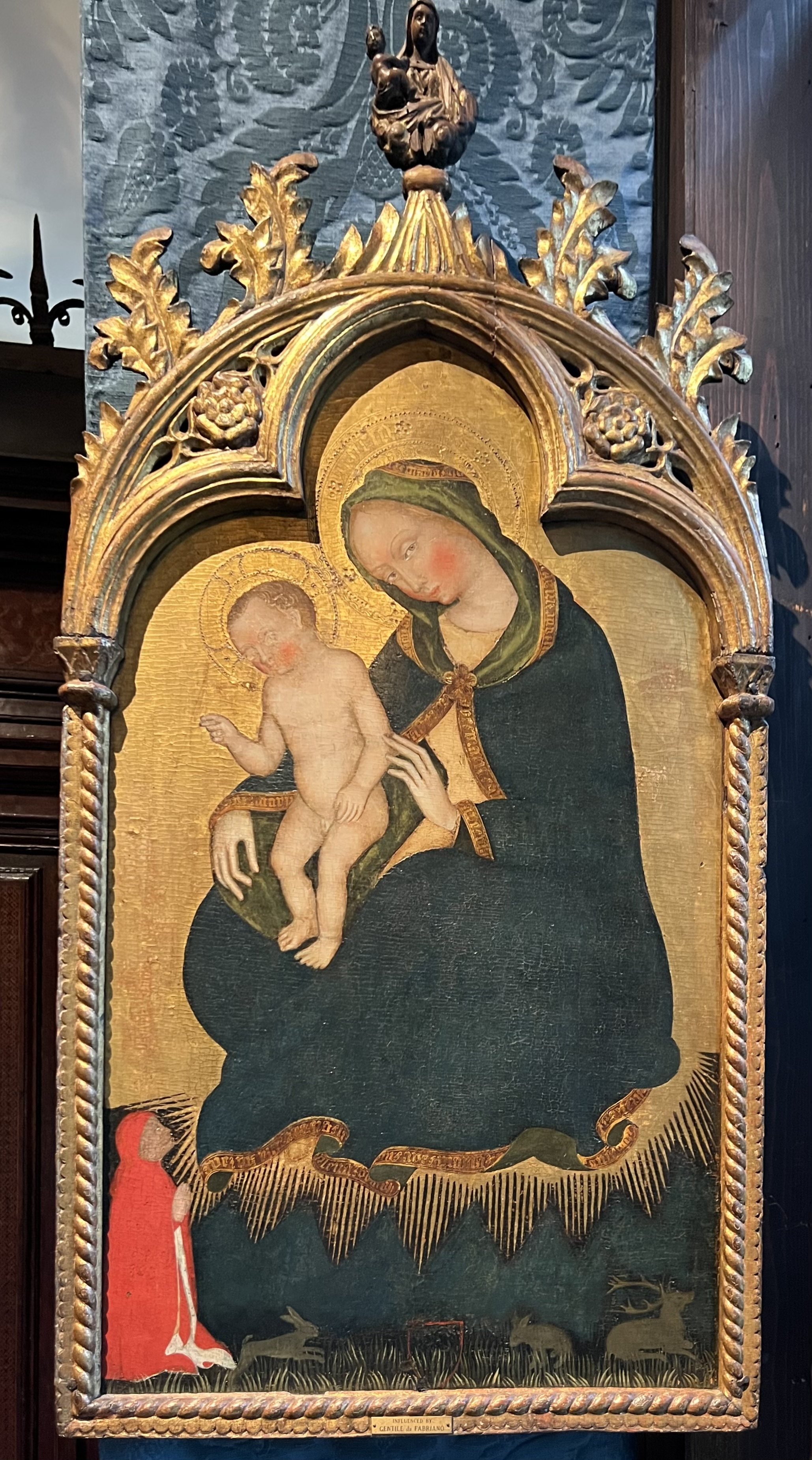
Italien

## Kunstraub 1990
Internationales Aufsehen erregte der Kunstraub vom 18. März 1990, der bis heute nicht aufgeklärt ist und vom FBI auf der Liste der Top Ten der Kunstverbrechen geführt wird. Zwei als Polizisten verkleidete Männer drangen in das Gebäude ein und stahlen 13 Kunstwerke, darunter das Konzert von Jan Vermeer, Édouard Manets Chez Tortoni und zwei Gemälde und eine Radierung Rembrandt van Rijns. Die Gemälde konnten bislang nicht wieder aufgefunden werden. Als Ausdruck des Willens der Stifterin, wonach keine Kunstwerke aus dem Museum entfernt oder in der Hängung verändert werden dürfen, hängen die leeren Rahmen immer noch an Ort und Stelle.

### Diebesgut (Auswahl)

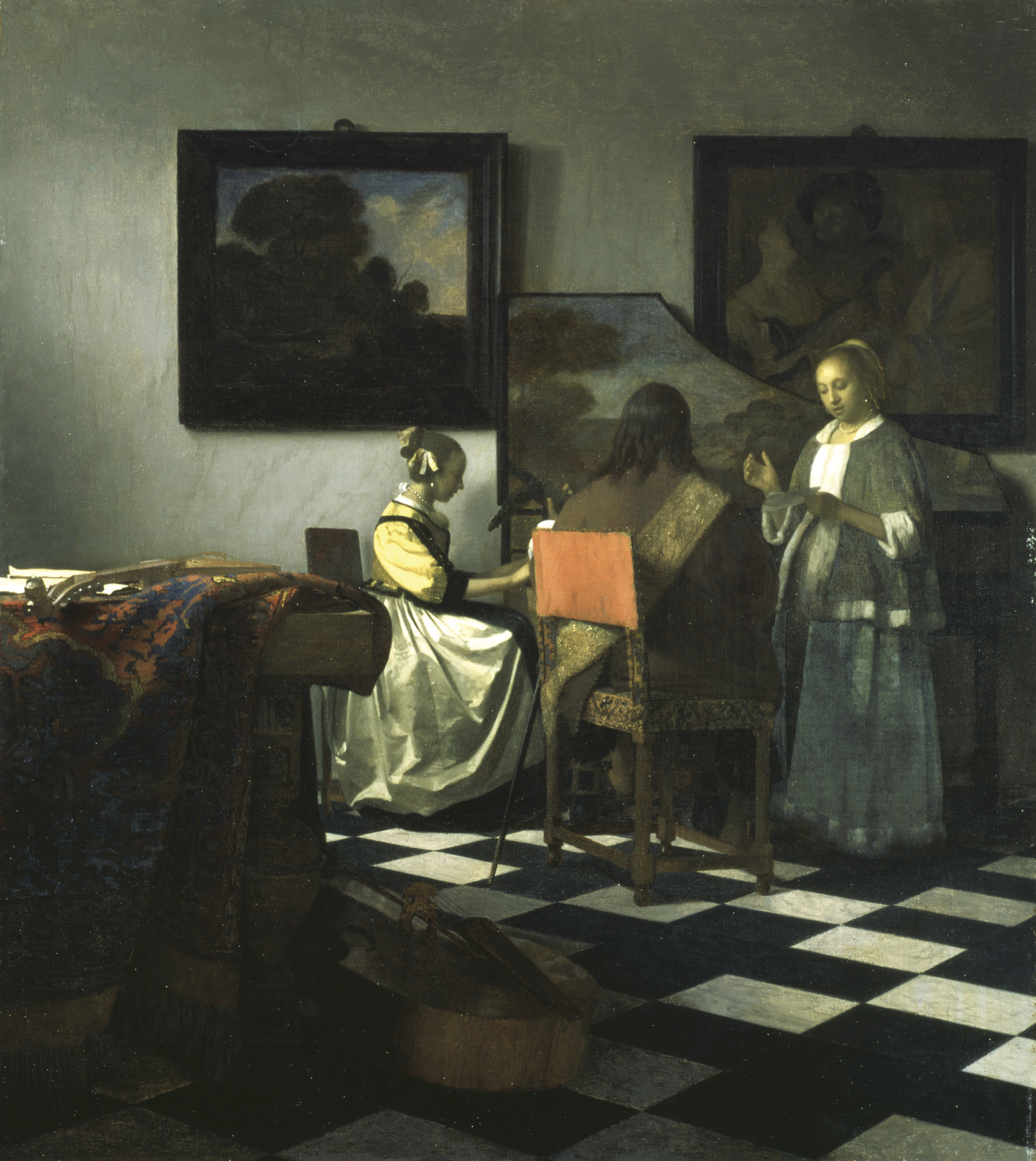
Vermeers Konzert
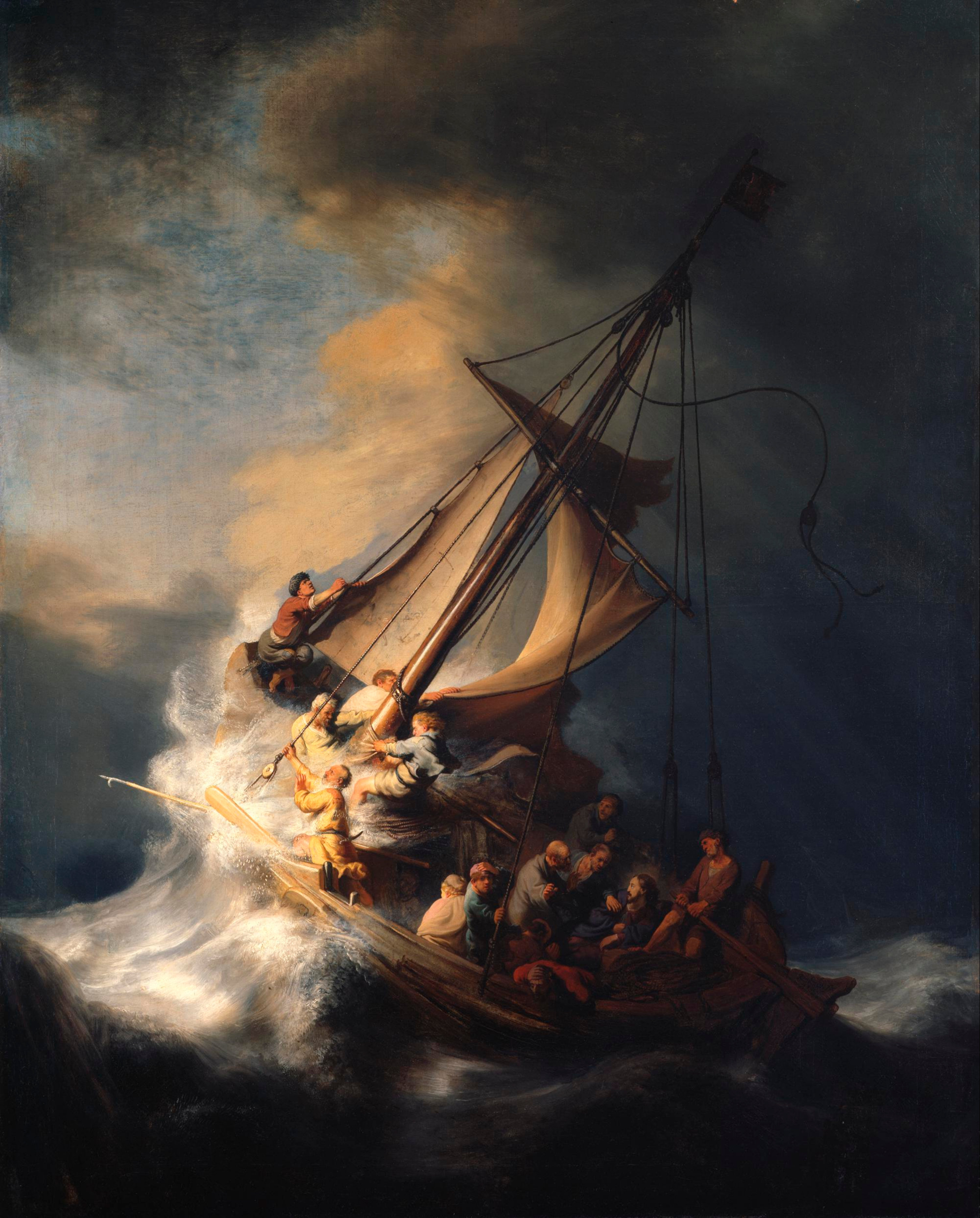
Christus im Sturm auf dem See Genezareth, Rembrandts einziges Seestück
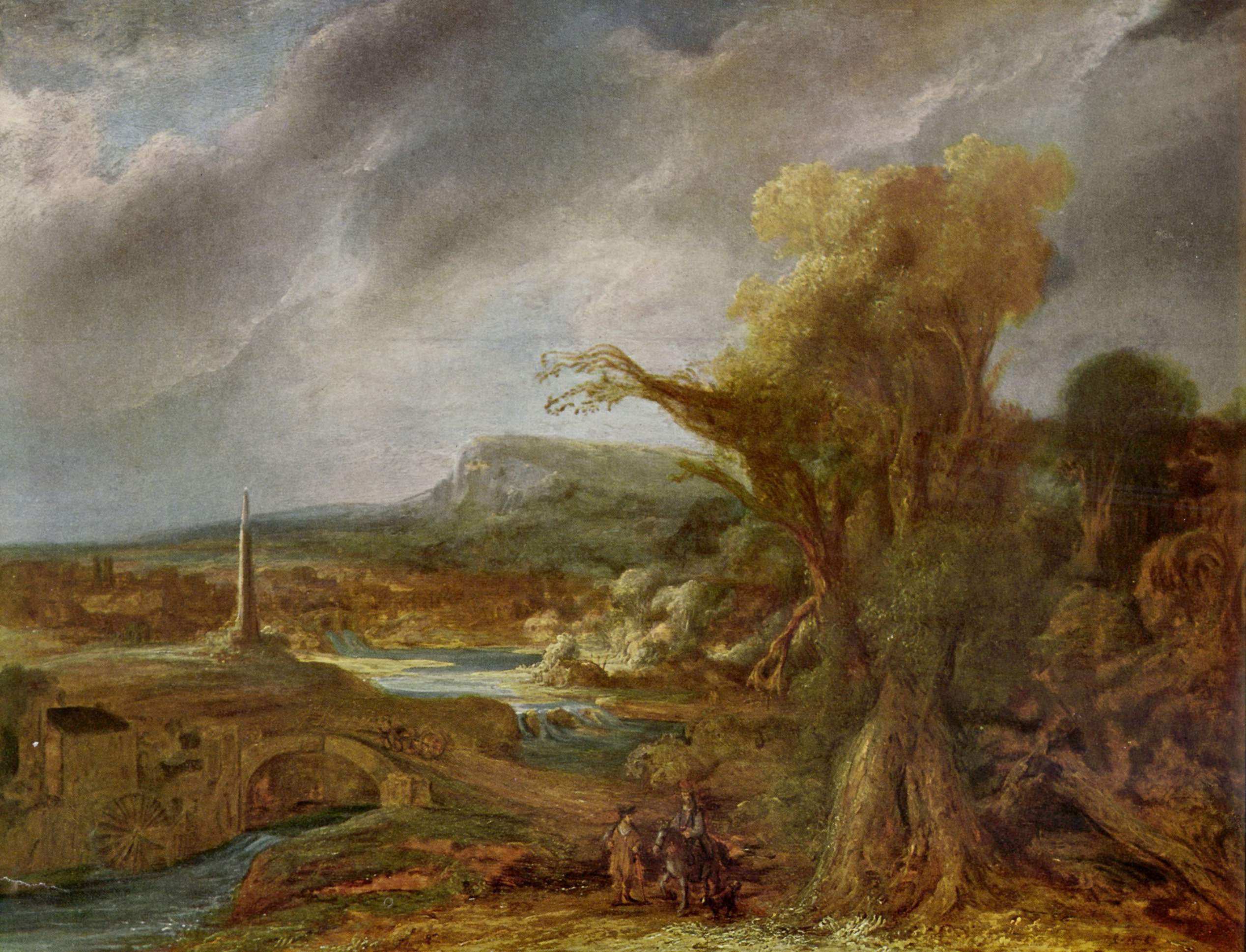
Govaert Flinck, Landschaft mit Obelisk

## Ausstellungen
- 2017/2018: Henry James and American Painting.[5]